# بلمح البصر
بلمح البصر (بالإنجليزية: Destroyed in Seconds)‏ هو برنامج تلفزيوني وثائقي من إنتاج رون بيتس وبث لأول مرة على ديسكوفري شانيل وعرضت لاحقاً بعد أغلاقها على كويست عربية وعرضت على ريال تي في.

## البث

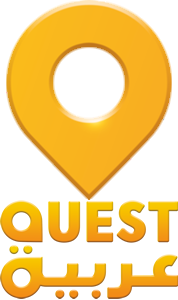
(كويست عربية) أول قناة عربية تبث هذا البرنامج

- يعرض هذا البرنامج حاليا على هذه القناة، ومقرها في دبي، الإمارات،ويعرض هذا البرنامج على ريال تي في (بالإنجليزية: Real TV)‏ وقناة ديسكفري (بالإنجليزية: Discovery Channel)‏
ومقرهما الرئيسي في الولايات المتحدة الأمريكية، كونه برنامج وثائقي ناجح قررت ديسكفري كوميونيكيشنز ضمها إلى مجموعتها، وبما أن القناة تعرض معضم برامجها عرضت حلقاتها مترجمةً.

## الحلقات
- يهدف هذا البرنامج الوثائقي لإعادة الفيديوهات لقطات فاشلة أو حوادث، مثل الفياضانات والبرق وخاصةً حوادث القيادة، يتكون هذا البرنامج من موسمين وأربعة وتسعين حلقة وقد ترجم من قبل كويست عربية عرض لاحقاً بعد أنتهاء بثه، إنتهى البرنامج في 8 فبراير 2011 حيث أن القناة عرض الحلقات السابقة في وقت لاحق، المخرج والمنتج هو رون بيتس (بالإنجليزية: Ron Pitts)‏ وهو لاعب كرة القدم الأمريكية محترف، ومخرج برامج وثائقية وهذا البرنامج هو أحد أبرز برامجه.

## وصلات خارجية
بلمح البصر على موقع IMDb (الإنجليزية)
- بلمح البصر على موقع ميتاكريتيك (الإنجليزية)
- بلمح البصر على موقع كينوبويسك (الروسية)
- بلمح البصر على موقع قاعدة بيانات الفيلم (الإنجليزية)